# Assumstadt
Assumstadt ist ein zum Möckmühler Stadtteil Züttlingen zählender Wohnplatz, der im Wesentlichen nur das Schloss Assumstadt und einige umliegende Gebäude umfasst.

## Lage
Assumstadt liegt etwa einen Kilometer südwestlich der Ortsmitte von Züttlingen im Tal der Jagst.

## Geschichte

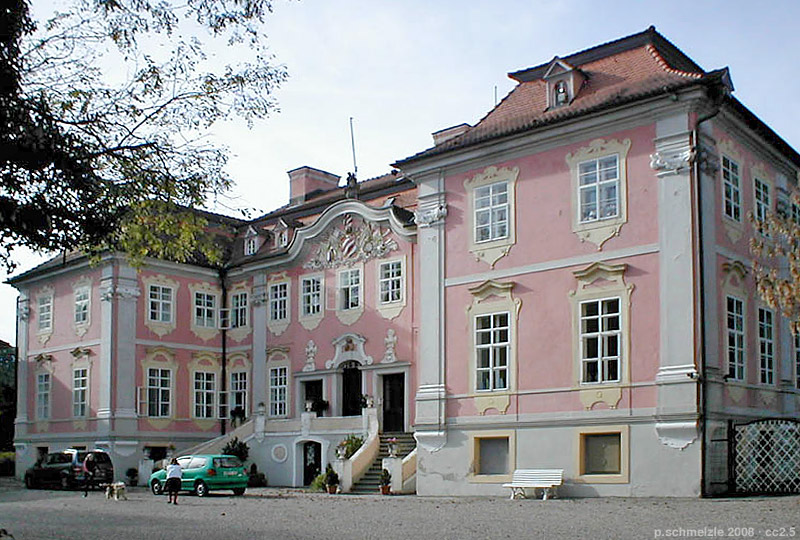
Schloss Assumstadt, vor dem Schloss befand sich bis kurz vor 1800 die Pfarrkirche des Ortes

Der Ortsname lautete einst Asmansstat oder Asamstat, was ihn als den Siedlungsort eines Asman oder Asmund kennzeichnet. Der Ort teilt die frühe Geschichte von Züttlingen und vor allem von Schloss Domeneck. 1455 waren Domeneck und Assumstadt im Besitz der Herren Stumpff von Schweinberg, 1534 im Besitz der Herren von Hartheim. 1624 war Assumstadt im Besitz von Johann Kaspar von Herda, der seinen Sitz von Schloss Domeneck nach Assumstadt verlegte und dafür um 1630 ein Schloss erbauen ließ. Durch die Heirat einer seiner Enkeltöchter kam der Ort 1676 an die Freiherren von Ellrichshausen. Unter Karl Reinhard von Ellrichshausen wurde das alte Schloss ab 1769 durch das heutige Schloss Assumstadt ersetzt.
Eine Pfarrei in Assumstadt ist bereits im späten Mittelalter bezeugt. Unter den Herren von Hardheim wurde 1539 mit der Annahme eines evangelischen Pfarrers die Reformation in Assumstadt und Züttlingen vollzogen und künftig Züttlingen kirchlich von Assumstadt aus betreut. Die alte Kirche in Assumstadt wurde kurz vor 1800 abgerissen, die Gottesdienste fanden künftig nur noch in Züttlingen statt.
1937 kaufte Hubert Graf von Waldburg zu Wolfegg und Waldsee der Familie Ellrichshausen das Schloss ab. Es wird derzeit von Hubertus Graf von Waldburg zu Wolfegg und Waldsee geführt.

## Sehenswürdigkeiten
Das bedeutendste Bauwerk in Assumstadt ist das barocke Schloss Assumstadt, das von einem Schlosspark umgeben ist.

## Persönlichkeiten
- Karl Reinhard von Ellrichshausen (1720–1779), Generalfeldzeugmeister von Kaiserin Maria Theresia
- Ludwig von Ellrichshausen (1789–1832), Direktor der land- und forstwirtschaftlichen Lehranstalt Hohenheim